# Kaishu Sano
Kaishu Sano (Japans: 佐野 海舟, Sano Kaishū) (Tsuyama, 30 december 2000) is een Japans voetballer die doorgaans speelt als middenvelder. In juli 2024 verruilde hij Kashima Antlers voor Mainz 05. Sano maakte in 2023 zijn debuut in het Japans voetbalelftal. Hij is een broer van voetballer Kodai Sano.

## Clubcarrière
Sano speelde voetbal op de Yonago Kita High School, voor hij in januari 2019 voor Machida Zelvia ging spelen, uitkomen in de J2 League. Hier speelde hij in vier seizoenen meer dan honderd competitiewedstrijden, voor Kashima Antlers hem voorafgaand aan het seizoen 2023 presenteerde als nieuwe speler. Een niveau hoger had Sano ook overwegend een basisplaats.
De middenvelder vertrok na anderhalf jaar, toen hij voor een bedrag van circa tweeënhalf miljoen euro aangetrokken werd door Mainz 05, waar hij zijn handtekening zette onder een verbintenis voor de duur van vier seizoenen. Zijn debuut maakte hij op 24 augustus 2024 in de eerste speelronde van de Bundesliga, thuis tegen Union Berlin. Mainz kwam op voorsprong via Nadiem Amiri, waarna László Bénes zorgde voor de beslissende gelijkmaker: 1–1. Sano mocht van coach Bo Henriksen in de basis beginnen en werd in de slotfase gewisseld ten faveure van Nelson Weiper. Tijdens het seizoen 2024/25 speelde de Japanner in alle wedstrijden van Mainz 05 mee, telkens als basisspeler. Alleen tijdens de eerste en derde competitiewedstrijd werd hij gewisseld, waardoor hij in totaal slechts zestien minuten officiële speeltijd miste.

## Clubstatistieken
| Seizoen | Club            | Competitie | Competitie | Competitie | Beker | Beker | Internationaal | Internationaal | Totaal | Totaal |
| Seizoen | Club            | Competitie | Wed.       | Dlp.       | Wed.  | Dlp.  | Wed.           | Dlp.           | Wed.   | Dlp.   |
| ------- | --------------- | ---------- | ---------- | ---------- | ----- | ----- | -------------- | -------------- | ------ | ------ |
| 2019    | Machida Zelvia  | J2 League  | 21         | 0          | 0     | 0     | —              | —              | 21     | 0      |
| 2020    | Machida Zelvia  | J2 League  | 41         | 1          | 0     | 0     | —              | —              | 41     | 1      |
| 2021    | Machida Zelvia  | J2 League  | 34         | 6          | 1     | 0     | —              | —              | 35     | 6      |
| 2022    | Machida Zelvia  | J2 League  | 20         | 1          | 1     | 0     | —              | —              | 21     | 1      |
| 2023    | Kashima Antlers | J1 League  | 27         | 1          | 8     | 0     | —              | —              | 35     | 1      |
| 2024    | Kashima Antlers | J1 League  | 20         | 0          | 3     | 0     | —              | —              | 23     | 0      |
| 2024/25 | Mainz 05        | Bundesliga | 34         | 0          | 2     | 0     | —              | —              | 36     | 0      |
| Totaal  | Totaal          | Totaal     | 197        | 9          | 15    | 0     | 0              | 0              | 212    | 9      |

Bijgewerkt op 23 mei 2025.

## Interlandcarrière
Sano maakte op 16 november 2023 zijn debuut in het Japans voetbalelftal, toen een kwalificatiewedstrijd voor het WK 2026 met 5–0 werd gewonnen van Myanmar door doelpunten van Ayase Ueda (driemaal), Daichi Kamada en Ritsu Doan. Hij moest van bondscoach Hajime Moriyasu als wisselspeler aan de wedstrijd beginnen en viel in de rust in voor Maeda. De andere Japanse debutant dit duel was Daiya Maekawa (Vissel Kobe).
In januari 2024 werd Sano door Moriyasu opgenomen in de selectie van Japan voor het uitgestelde AK 2023 in Qatar. Op het toernooi overleefde Japan de groepsfase na overwinningen op Vietnam (4–2) en Indonesië (3–1) en een nederlaag tegen Irak (2–1). Daarna werd Bahrein met 1–3 verslagen, voor Iran in de kwartfinales met 2–1 te sterk was. Sano speelde in twee groepswedstrijden mee.
| Interlands van Kaishu Sano voor Japan | Interlands van Kaishu Sano voor Japan | Interlands van Kaishu Sano voor Japan | Interlands van Kaishu Sano voor Japan | Interlands van Kaishu Sano voor Japan | Interlands van Kaishu Sano voor Japan | Interlands van Kaishu Sano voor Japan |
| №                                     | Datum                                 | Wedstrijd                             | Uitslag                               | Competitie                            | Goals                                 |                                       |
| Als speler bij Kashima Antlers        | Als speler bij Kashima Antlers        | Als speler bij Kashima Antlers        | Als speler bij Kashima Antlers        | Als speler bij Kashima Antlers        | Als speler bij Kashima Antlers        | Als speler bij Kashima Antlers        |
| ------------------------------------- | ------------------------------------- | ------------------------------------- | ------------------------------------- | ------------------------------------- | ------------------------------------- | ------------------------------------- |
| 1                                     | 16 november 2023                      | Japan – Myanmar                       | 5 – 0                                 | WK 2026 kwalificatie                  |                                       |                                       |
| 2                                     | 1 januari 2024                        | Japan – Thailand                      | 5 – 0                                 | Vriendschappelijk                     |                                       |                                       |
| 3                                     | 9 januari 2024                        | Japan – Jordanië                      | 6 – 1                                 | Vriendschappelijk                     |                                       |                                       |
| 4                                     | 14 januari 2024                       | Japan – Vietnam                       | 4 – 2                                 | AK 2023                               |                                       |                                       |
| 5                                     | 24 januari 2024                       | Japan – Indonesië                     | 3 – 1                                 | AK 2023                               |                                       |                                       |

Bijgewerkt op 23 mei 2025.